# Ваља Станиј (Калараш)
Ваља Станиј (рум. Valea Stânii) насеље је у Румунији у округу Калараш у општини Луика. Oпштина се налази на надморској висини од 40 m.

## Становништво
Према подацима из 2002. године у насељу је живело 680 становника.

### Попис2002.
| Расподела становништва по националности 2002.‍ | Расподела становништва по националности 2002.‍ | Расподела становништва по националности 2002.‍ | Расподела становништва по националности 2002.‍ | Расподела становништва по националности 2002.‍ |
| --------------------------------------------- | --------------------------------------------- | --------------------------------------------- | --------------------------------------------- | --------------------------------------------- |
|                                               |                                               |                                               |                                               |                                               |
| Румуни                                        | Румуни                                        |                                               | 645                                           | 95,3%                                         |
| Роми                                          | Роми                                          |                                               | 32                                            | 4,7%                                          |